# August Armfelt

August Magnus Gustaf Armfelt.

August Magnus Gustaf Armfelt, född 25 augusti 1826 i Åbo, död 26 maj 1894 i Halikko, var en finländsk godsägare, kammarherre, greve och medlem av lantdagen. Han var son till greve Magnus Reinhold Armfelt och grevinnan Adelaide Gustava Aspasia (Vava) Armfelt. Han var bror till Carl Magnus Mauritz Armfelt.
Armfelt, som var son till Gustaf Mauritz Armfelts dotter Gustava Armfelt (1801–1881) (kallad Vava), blev 1845 ägare till den stora släktegendomen Wiurila gård, som han utvecklade till ett mönsterjordbruk. Han var 1862 medlem av det så kallade januariutskottet och gjorde en uppmärksammad insats vid de första lantdagarna samt tjänstgjorde 1877–1878 som ordförande i det viktiga värnpliktsutskottet.

Han avled på Vuorentaka gård efter en period av ohälsa till följd av en stroke. Han är begravd i Halikko kyrkogård i Finland. 

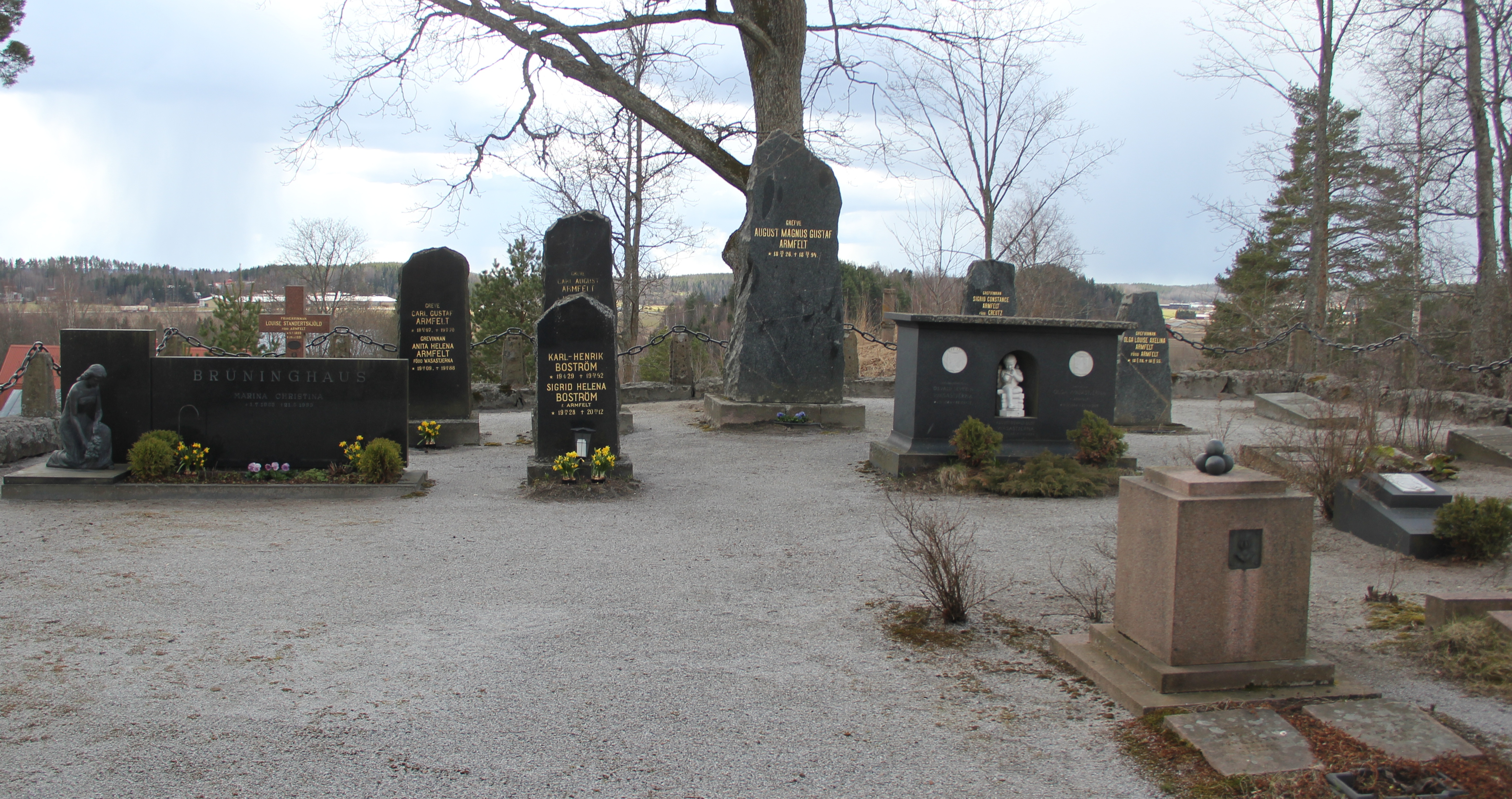
Armfelts gravsten i centern.

## Familj
August Armfelt gifte sig med Olga Lovisa Axelina Armfelt (1828–1855) och fick sonen Carl August Reinhold Lars Armfelt (1862–1942). Hans andra äktenskap var med grevinnan Sigrid Constance Creutz (d. 1892).